# Acanthochlamys
Acanthochlamys es un nombre botánico para un género monotípico de plantas perteneciente a la familia Velloziaceae.  Su única especie: Acanthochlamys bracteata P.C.Kao, Pl. Classif. Res. (Chendu Inst. Biol.): 2 (1980), es originaria del este de Tíbet a China (Sichuan).

## Descripción
Son plantas que alcanzan los 1,5 a 5 cm de altura. Con rizomas duros de 1 - 2 mm de espesor. Las hojas son suberectos, de 2.5-7 cm ×  0,3 mm, ranuradas en ambas superficies. Los tallos florales de 2 a 5,5 cm.  El perianto de color rojo y violeta, de 3,5 a 6,5 mm. El fruto es una cápsula con semillas de 0,8 x 0,5 mm.

## Distribución y hábitat
Se encuentra en los matorrales abiertos, en las laderas cubiertas de hierba, a una altitud de 2700 - 3500 metros, en Sichuan y Xizang.

## Taxonomía
Acanthochlamys bracteata fue descrita por P.C.Kao y publicado en Phytotax. Res. 1: 2–5, pl. 1–2, en el año 1980.
Sinonimia
- Didymocolpus nanus S.C.Chen[4]